# 马克·多蒂
马克·多蒂（英語：Mark Doty，1953年8月10日—），美国诗人，生于美国田纳西州玛丽维尔。

## 生平
他先是在德雷克大学获得学士学位，后在戈達德學院获得艺术硕士学位。作为诗人出道较晚，34岁时出版自己第一部诗集Turtle，Swam，38岁时出版第二部诗集Bethlehem in Broad Daylight。诗歌常关注同性恋和艾滋病问题。1993年出版成名诗集My Alexandria。他的伙伴Wally Robert于1989年罹患艾滋病，多蒂在My Alexandria中探讨了对永生，对命运的绝望感，该诗集入围美国国家诗歌系列（National Poetry Series），并获得National Books Critics Circle Award ，Los Angeles Times Book Prize和英国的T.S.艾略特奖。马克·多蒂在美国诗坛上获奖累累，如Ambassador Book Award，Bingham Poetry Prize，Lambda Literary Award，等等。除了八本诗集，马克·多蒂还著有三本回忆录，其中Dog Years曾获纽约时报最佳畅销书和美国图书馆协会颁发的Israel Fishman Stonewall Book Award。2011年，他被选为Chancellor of the Academic of American Poets。2012年出任The Best American Poetry客座编辑。

## 风格
马克·多蒂的诗往往富于对生命的思考，带有很沉的内在重量和无以挣脱的忧虑。